# Олесь Біляцький
Олесь Біляцький (повне ім'я: Олександр Вікторович Біляцький; біл. Аляксандр Віктаравіч Бяляцкі; нар. 25 вересня 1962, м. п. Вяртсиля, Сортавальський район, Карелія, Росія) — керівник білоруського правозахисного центру «Вясна», політичний в'язень, лауреат Нобелівської премії миру.

## Життєпис
Біляцький був секретарем БНФ (1996—1999) і заступником голови БНФ (1999—2001).
Біляцький був головою робочої групи Асамблеї демократичних громадських організацій (2000—2004). У 2007—2016 роках був віце-президентом Міжнародної федерації прав людини (FIDH).
Біляцький є членом Спілки білоруських письменників (з 1995 року) та Білоруського ПЕН-центру (з 2009 року).
Під час білоруських протестів 2020 року Бяляцький увійшов до Координаційної ради Світлани Тихановської.
У 2011 році засуджений на 4,5 роки тюрми за звинуваченням у несплаті податків з 500 тисяч євро, які були на закордонних рахунках цього правозахисного центру.
Генеральний секретар Ради Європи Турб'єрн Ягланд тоді виступив із заявою, в якій пана Біляцького визнали політичним в'язнем. Рада Європи закликала звільнити правозахисника.
В рамках погрому громадських організацій Біляцький був затриманий 14 липня 2021 року. 15 липня заарештований у кримінальній справі активіст спільною заявою дев'яти організацій, серед яких Правозахисний центр «Вясна», Білоруська асоціація журналістів, Білоруський Гельсінський комітет, Білоруський ПЕН-центр, був визнаний політичним в'язнем.
У березні 2023 р. повідомлено, що суд у Мінську засудив нобелівського лауреата, політв'язня Алеся Бяляцького до 10 років позбавлення волі — колонії в умовах посиленого режиму;

## Відзнаки
- 2006:
  - Премія Homo homini, за правозахисну діяльність. Вручена Вацлавом Гавелом.[17]
  - Премія свободи імені Андрія Сахарова Норвезького Гельсінського комітету[18][19]
- 2010 — почесний громадянин міста Генуя (Італія)[20]
- 2012 — премія імені Леха Валенси (отримала дружина — Наталя Пінчук)[12].
- 2013 — премія імені Вацлава Гавела[12].
- 2014 — «Літаратурная прэмія Алеся Адамовіча», за книгу «Асвечаныя беларушчынай»[21]
- 2020 — премія «За правильний спосіб життя» («Вясна» та Алесь Бяляцький).[22]
- 2020 — премія імені Сахарова (разом з іншими).[23]
- 2022 — Нобелівська премія миру (разом з Центром громадянських свобод та Меморіалом)[24].
- 2024 —Орден Погоні з нагородженням Хрестом ордена Погоні[25][26].

У 2023 році в Тернопільській міській центральній бібліотеці відбулося спецпогашення конвертів, випущених з нагоди отримання Олесем Біляцьким Нобелівської премії миру 2022 року. Також була випущена марка у проекті «Власна марка» з білоруським національним гербом «Погоня» на фоні українського прапора.